# Cynotilapia
Cynotilapia is een geslacht van straalvinnige vissen uit de familie van de cichliden (Cichlidae).

## Soorten
- Cynotilapia afra (Günther, 1894).
- Cynotilapia axelrodi Burgess, 1976.
- Cynotilapia pulpican Tawil, 2002.